# Kyskhetsbälte

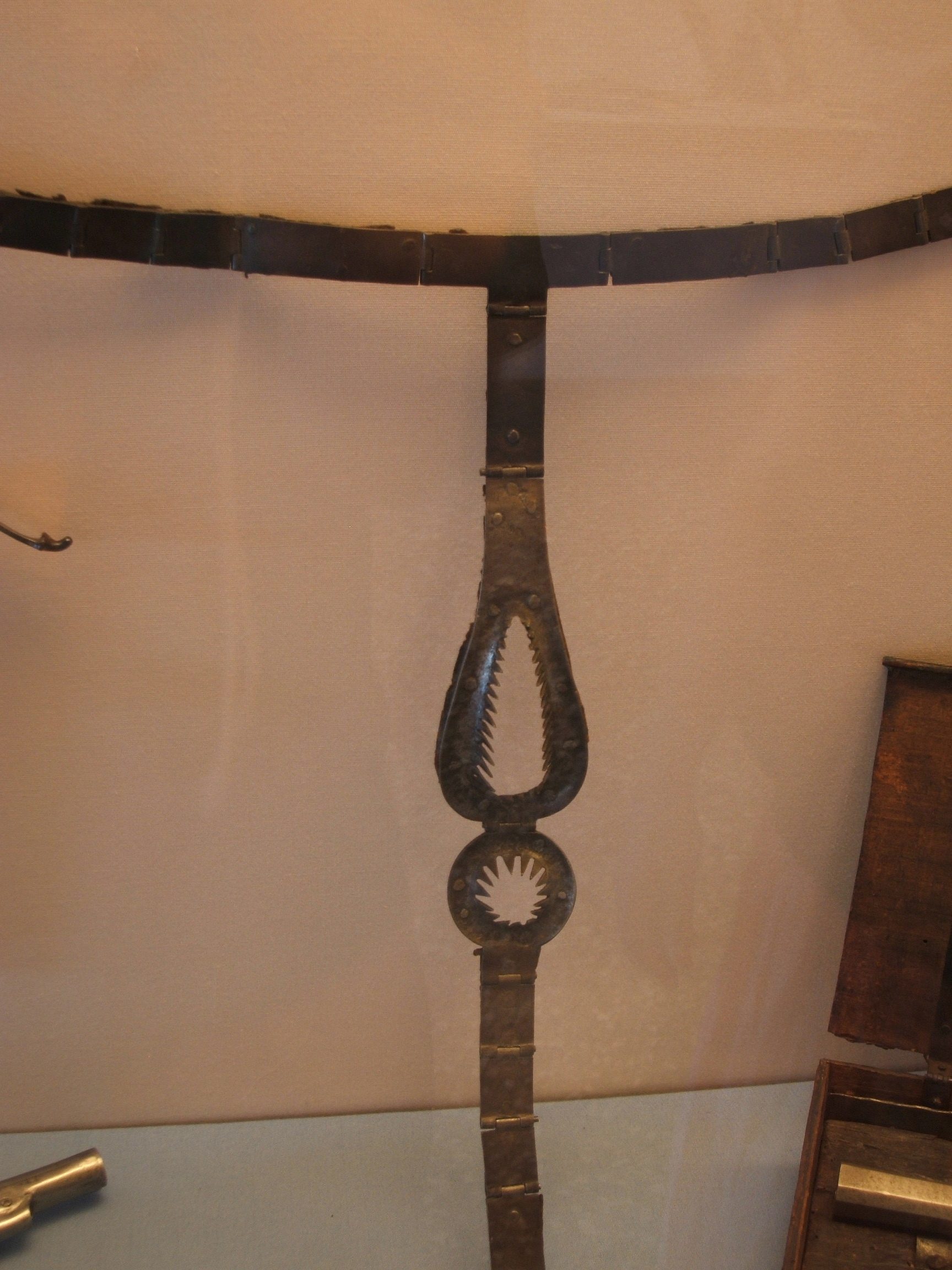
Kyskhetsbälte

Ett kyskhetsbälte (även florentinskt bälte, venetianskt bälte eller venusgördel) är en anordning varmed en kvinna eller man förhindras från sexuellt umgänge men i övrigt kan leva ett väsentligen normalt liv.
Historiskt sägs män ha använt kyskhetsbälten för att försäkrat sig om hustrurs och älskarinnors trohet. Detta skall särskilt ha skett i samband med medeltida korståg, även om historiska belägg för detta saknas. Idag förekommer kyskhetsbälten som rekvisita i hierarkiska rollspel. Tillverkade i moderna material kan dessa användas kontinuerligt under lång tid.
Huruvida kyskhetsbälten faktiskt använts i historien är tveksamt, eftersom de med traditionella material snart skulle orsaka dödliga sår och infektioner. Det är däremot belagt att de tillverkats i små mängder som leksaker för den italienska överklassen under senrenässansen. Under 1800-talet frodades vidare romantiska föreställningar om medeltiden, och museer lät tillverka kyskhetsbälten som utan grund påstods vara korrekta kopior av medeltida exemplar.
Ett bälte från omkring 1700 som finns i Köpenhamn består av en gördel från vars främre mittpunkt en låsbar metallbygel går nedåt, rundad efter underlivet och avsedd att fästas baktill på bältet. Bygeln är försedd med två metallplattor. Kyskhetsbältet, som omnämns från 1200-talet, har måhända uppkommit i Florens. Även Amerikas indianer använde sådana. Flera exemplar av kyskhetsbälten fanns i början av 1900-talet på museer, till exempel i Venedigs arsenal, i Musée de Cluny i Paris, i Breslau, i Rosenborgs slotts samlingar i Köpenhamn, i Erbach (Odenwald) m.fl. ställen. Om alla dessa är äkta kan inte avgöras.